# المتاهة (لعبة رخامية)

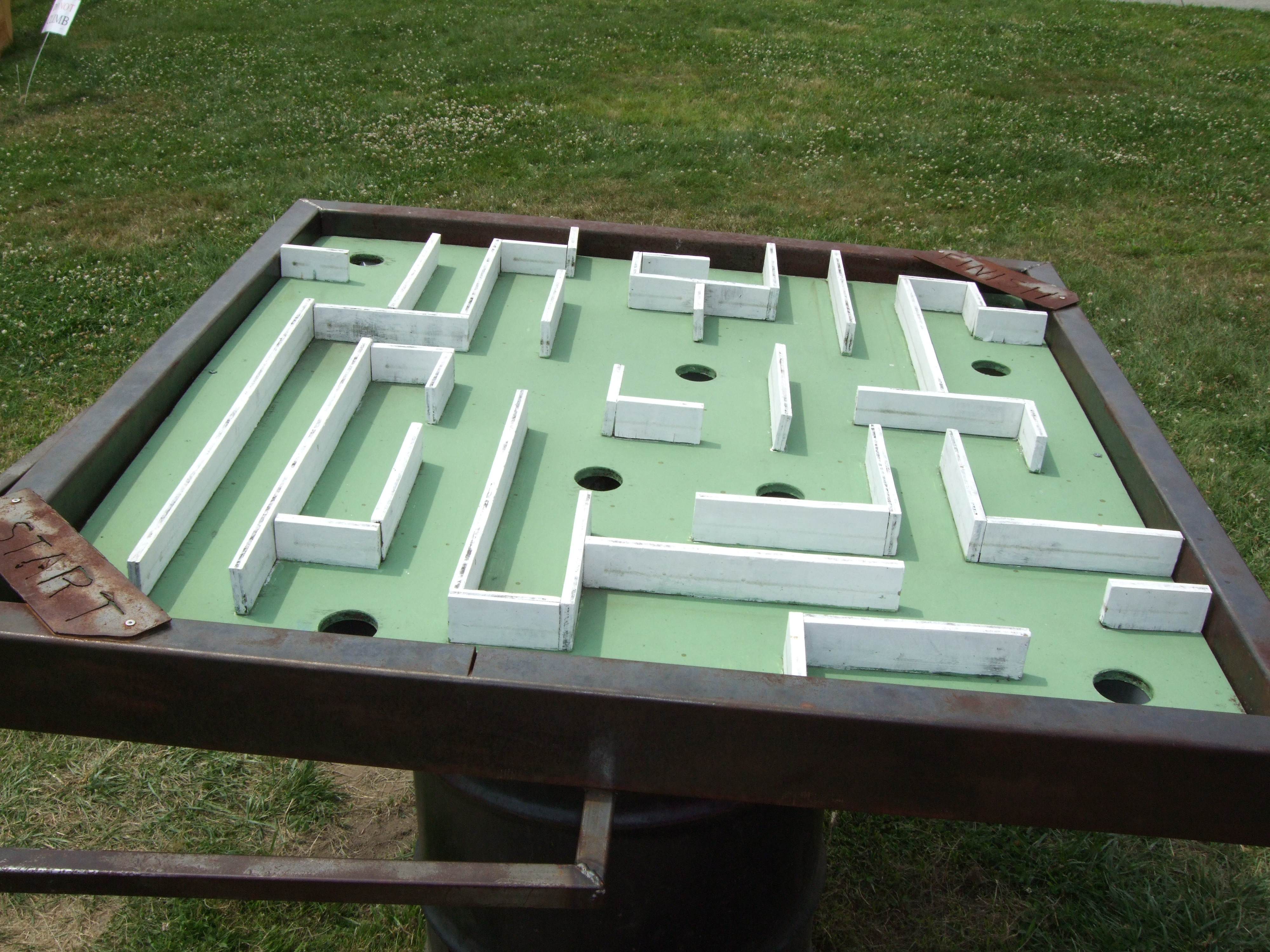
لعبة المتاهة(الخشبة والتوازن) بتصميم كبير. من عام 2009.FIGMENT arts event

المتاهة أو لعبة الخشبة والتوازن هي لعبة تحتاج لمهارة عضلية، تتكون من متاهة فيها ثقوب، وكرة. موضوع اللعبة هو محاولة إمالة لساحة اللعب حتى تقود الكرة إلى نهاية المتاهة، من دون أن تسقط في إحدى الفتحات. تستطيع التحكم بساحة اللعب من خلال المقبضيّن اللذين يتحكمان بمحاور المتاهة. بعض النسخ من هذه اللعبة تكون مغلقة بغطاء شفاف، حيث يمكنك الرؤية منه، وتكون خفيفة يمكنك حملها. 
اللعبة طوّرتها شركة Brio السويدية وكان الظهور الأول لهذه اللعبة عام 1946م. أُدخلت إلى الولايات المتحدة عام 1950 من خلال الشركة المصنعة. وبسبب عدم تسجيل  حقوق النشر والحفظ لأي شركة، فإن العديد من الشركات في الولايات المتحدة الأمريكية تقوم بتصنيعها.

## روابط مشابهة
- Ball-in-a-maze puzzle
- Neverball
- Super Monkey Ball
- Marble Madness
- Marble Blast Gold
- GooBall
- Perplexus
- Lazy Raiders